# UFC 14
UFC 14: Showdown fue un evento de artes marciales mixtas organizado por Ultimate Fighting Championship el 27 de julio de 1997 en Birmingham, Alabama.

## Historia
UFC 14 contó con dos torneos separados: un torneo de peso pesado para los combatientes de 200 libras o más, y un torneo de peso medio (antes ligero) para los combatientes menores de 200 libras.

## Resultados

### Peso medio
1. ↑  Fryklund reemplazo a Moreira, a quien no se le permitió continuar.
2. ↑  A Moreira no se le permitió continuar en el torneo, debido a la falta de su examen médico posterior a la pelea (conmoción cerebral).

### Peso pesado
1. ↑  Por el Campeonato de Peso Pesado de UFC.

## Desarrollo

### Peso medio
|  | Semifinales   | Semifinales   | Semifinales   |               |                | Final          | Final | Final |  |
|  |               |               |               |               |                |                |       |       |  |
|  |               |               |               |               |                |                |       |       |  |
|  | Joe Moreira   | Joe Moreira   | DEC           |               |                |                |       |       |  |
|  | Joe Moreira   | Joe Moreira   | DEC           |               |                |                |       |       |  |
|  | Yuri Vaulin   | Yuri Vaulin   | 15:00         |               |                |                |       |       |  |
|  | Yuri Vaulin   | Yuri Vaulin   | 15:00         |               | Tony Fryklund1 | Tony Fryklund1 | 0:44  |       |  |
|  |               |               |               |               | Tony Fryklund1 | Tony Fryklund1 | 0:44  |       |  |
|  |               |               | Kevin Jackson | Kevin Jackson | SUM            |                |       |       |  |
|  | Kevin Jackson | Kevin Jackson | Kevin Jackson | Kevin Jackson | SUM            | SUM            |       |       |  |
|  | Kevin Jackson | Kevin Jackson |               |               |                | SUM            |       |       |  |
|  | Todd Butler   | Todd Butler   | 1:27          |               |                |                |       |       |  |
|  | Todd Butler   | Todd Butler   | 1:27          |               |                |                |       |       |  |
|  |               |               |               |               |                |                |       |       |  |

1Tony Fryklund reemplazo a Joe Moreira que no se le permitió continuar por razones médicas.

### Peso pesado
|  | Semifinales     | Semifinales     | Semifinales |            |           | Final     | Final | Final |  |
|  |                 |                 |             |            |           |           |       |       |  |
|  |                 |                 |             |            |           |           |       |       |  |
|  | Mark Kerr       | Mark Kerr       | TKO         |            |           |           |       |       |  |
|  | Mark Kerr       | Mark Kerr       | TKO         |            |           |           |       |       |  |
|  | Moti Horenstein | Moti Horenstein | 2:22        |            |           |           |       |       |  |
|  | Moti Horenstein | Moti Horenstein | 2:22        |            | Mark Kerr | Mark Kerr | SUM   |       |  |
|  |                 |                 |             |            | Mark Kerr | Mark Kerr | SUM   |       |  |
|  |                 |                 | Dan Bobish  | Dan Bobish | 1:38      |           |       |       |  |
|  | Dan Bobish      | Dan Bobish      | Dan Bobish  | Dan Bobish | 1:38      | TKO       |       |       |  |
|  | Dan Bobish      | Dan Bobish      |             |            |           | TKO       |       |       |  |
|  | Brian Johnston  | Brian Johnston  | 2:10        |            |           |           |       |       |  |
|  | Brian Johnston  | Brian Johnston  | 2:10        |            |           |           |       |       |  |
|  |                 |                 |             |            |           |           |       |       |  |